# Théâtre de la Tempête
Pour les articles homonymes, voir La Tempête.
Le Théâtre de la Tempête est un théâtre situé à La Cartoucherie, dans le bois de Vincennes, dans le 12e arrondissement de Paris.
Fondé par Jean-Marie Serreau en 1971, le théâtre est dirigé, de 1973 à 1995, par Jacques Derlon, puis de 1996 à 2016 par Philippe Adrien, et depuis 2017 par Clément Poirée[source secondaire souhaitée].
Ainsi, au fil du temps, il a accueilli à leurs débuts nombre de metteurs en scène comme le Bread and Puppet Theatre, Jacques Lassalle, ou plus récemment Christine Pouquet par exemple.